# Euphyia integrata
Euphyia integrata là một loài bướm đêm trong họ Geometridae.